# Alfa Romeo 179
L'Alfa Romeo 179 è una monoposto di Formula 1 utilizzata dalla casa del Biscione in numerose varianti (179B, 179C, 179D) fra il 1979 e il 1982. Fece il suo debutto a Monza, rimpiazzando il modello 177 con cui la casa aveva affrontato due gare del mondiale di Formula 1 dopo una lunghissima assenza.

## Tecnica
La 179 fu realizzata per dare un punto di svolta tecnico rispetto alla vettura che l'aveva preceduta. La 177, infatti, era spinta dal motore 12 cilindri boxer che derivava da quello delle Alfa Romeo 33TT12 e 33SC12, vittoriose nel Campionato Mondiale Marche e che aveva già debuttato in Formula 1 nel 1976 sulla Brabham BT45, ma tale disposizione dei cilindri del motore impediva l'uso di una conformazione aerodinamica del fondo della vettura tale da sfruttare al meglio l'effetto suolo, che a partire dal 1978 era diventato un requisito fondamentale per la competitività delle monoposto. Venne pertanto realizzato ex novo il motore Alfa Romeo 1260, un propulsore con i cilindri disposti a V di 60°, in modo da liberare spazio in favore di ampi canali Venturi, accettando l'innalzamento del baricentro, uno svantaggio che però era nettamente ricompensato dal vantaggio aerodinamico. Il nuovo motore erogava la potenza di 540 cv a 12 000 giri al minuto ed era il più potente motore normalmente aspirato in griglia, superando di circa 30 cv il Ford Cosworth DFV, ma era pesante, aveva alti consumi di carburante e nel corso delle stagioni si rivelò poco affidabile.
Il telaio, in monoscocca di alluminio, era derivato da quello della 177.

### Varianti
| Modello         | Numero di Gran Premi | Stagioni    | Debutto        | Ultima Corsa   |
| --------------- | -------------------- | ----------- | -------------- | -------------- |
| Alfa Romeo 179  | 17                   | 1979 - 1980 | Italia 1979    | USA-Est 1980   |
| Alfa Romeo 179B | 5                    | 1981        | Francia 1981   | Olanda 1981    |
| Alfa Romeo 179C | 13                   | 1981        | USA-Ovest 1981 | Las Vegas 1981 |
| Alfa Romeo 179D | 5                    | 1981 - 1982 | Germania 1981  | Sudafrica 1982 |

Vennero sviluppata due versioni sperimentali che non corsero mai un gran premio.
La 179F fu realizzata per studiare l'adozione di rinforzi in fibra di carbonio sul telaio in alluminio. Scesa in pista nei test a fine 1981 ed usata come muletto nel Gran Premio del Sudafrica 1982, servi a fare esperienza in vista della costruzione della nuova 182 che esordì nel secondo Gran Premio del 1982.
Della vettura fu allestita nel 1982 anche una versione denominata 179T che fu usata per lo sviluppo del propulsore Alfa Romeo 890T, il motore V8 turbocompresso da 1,5 litri con cui Chiti voleva recuperare competitività, insieme ad un altro muletto su base Alfa Romeo 182.

## Le stagioni

### 1979
L'Alfa Romeo 179, sviluppata contemporaneamente al debutto dell'Alfa Romeo 177, debuttò al Gran Premio d'Italia ai comandi di Bruno Giacomelli, mentre a Vittorio Brambilla fu affidata una seconda vettura, una 177 usata nelle altre gare stagionali disputate. Giacomelli si qualificò diciottesimo e si ritirò dopo un testacoda. Al Gran Premio del Canada, visto il numero di vetture iscritte, l'Alfa Romeo avrebbe dovuto disputare le prequalifiche ma il team si oppose con il sostegno della FISA. Come compromesso l'Alfa Romeo venne ammessa alle prove libere del sabato mattina con una sola vettura, ma Giacomelli rifiutò di guidare a causa della scarsa preparazione dopo avere saltato le prove libere e la 179 venne affidata al solo Brambilla. Al Gran Premio degli Stati Uniti d'America-Est vennero schierate due 179 che vennero ammesse entrambe alle qualifiche.

### 1980
Per la stagione 1980, al fianco di Giacomelli, venne ingaggiato Patrick Depailler. Nel corso della stagione la 179 si dimostrò veloce ma poco affidabile, qualificandosi spesso tra le prime 10 vetture. Al Gran Premio degli Stati Uniti d'America-Est Giacomelli conquistò la pole position staccando di quasi 8 decimi la Brabham BT49 di Nelson Piquet, salvo essere costretto al ritiro al trentaduesimo giro a causa della rottura di una bobina del motore. Oltre al motore, i problemi di affidabilità erano dovuti alle sospensioni. Complessivamente nella stagione la 179 ottenne due arrivi a punti, entrambi quinti posti di Giacomelli in Argentina e in Germania; al Gran Premio del Brasile Giacomelli concluse tredicesimo.
Il 1º agosto Depailler ebbe un incidente mortale all'Hockenheimring, quando la 179 che stava testando in vista del GP di Germania uscì di pista alla Ostkurve probabilmente a causa della rottura di una sospensione. Per i Gran Premi di Germania e Austria non venne schierata una seconda vettura mentre in Olanda e Italia venne richiamato Brambilla che venne sostituito per gli ultimi due Gran Premi stagionali dal debuttante Andrea De Cesaris.

### 1981

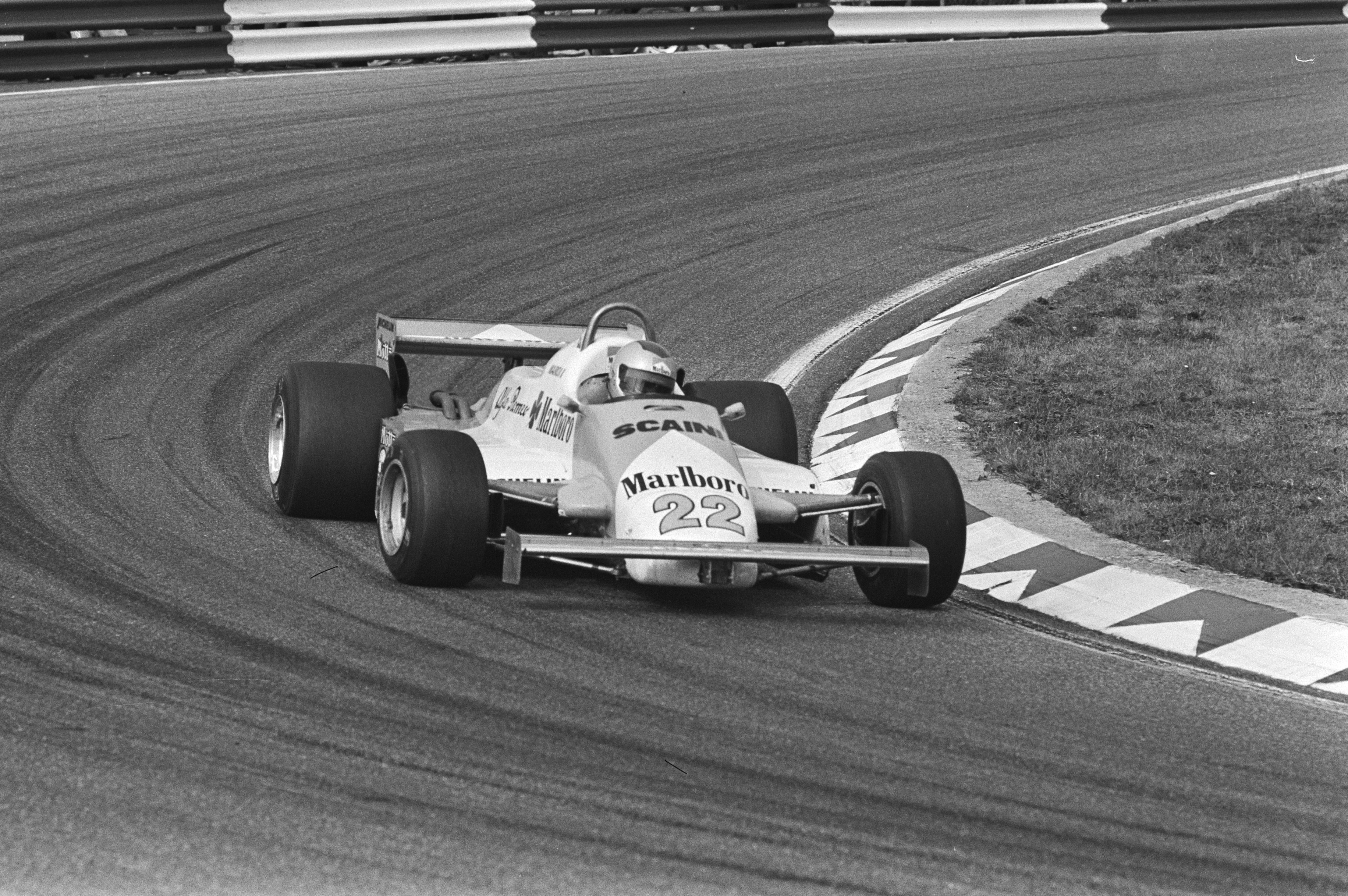
Andretti alla guida di una Alfa Romeo 179D al Gran Premio d'Olanda 1981

Nel 1981 debuttò la 179C, una versione modificata per rispondere al nuovo regolamento che bandì le minigonne su cui erano stati adottati un sistema idraulico per regolare l'altezza dal suolo e un nuovo telaio con struttura a sandwich. Il sistema idraulico, tuttavia, non soddisfò le aspettative causando un crollo delle prestazioni dopo le prime gare e la 179C venne sostituita prima dalla 179B e in seguito dalla 179D, su cui venne eliminato il sistema idraulico di regolazione dell'altezza e su cui venne modificata l'ala anteriore. La 179B venne schierata per la prima volta in Francia affidata a entrambi i piloti, che la guidarono fino al Gran Premio d'Austria. Al successivo Gran Premio d'Olanda Giacomelli guidò nuovamente la 179B mentre Andretti guidò la prima 179D, che venne distrutta in un incidente, e con il secondo telaio costruito concluse la stagione. Una 179C revisionata da Gérard Ducarouge con pance e sospensioni ridisegnate venne guidata dal solo Giacomelli nelle ultime tre gare del campionato, in cui ottenne un ottavo posto in Italia, un quarto posto in Canada e un terzo posto al Gran Premio di Las Vegas.

### 1982
Alla gara inaugurale del campionato 1982 Giacomelli guidò una 179C mentre a De Cesaris venne affidata una 179D. Al successivo Gran Premio del Brasile l'Alfa Romeo 182 fece il suo debutto.

## Risultati in Formula 1
| Anno | Team      | Motore                  | Gomme | Piloti     |  |  |  |  |  |  |  |  |  |  |  |  |     |     |     | Punti | Pos. |
| ---- | --------- | ----------------------- | ----- | ---------- |  |  |  |  |  |  |  |  |  |  |  |  | --- | --- | --- | ----- | ---- |
| 1979 | Autodelta | Alfa Romeo 1260 3.0 V12 | G     | Giacomelli |  |  |  |  |  |  |  |  |  |  |  |  | Rit |     | Rit | 0     | 18º  |
| 1979 | Autodelta | Alfa Romeo 1260 3.0 V12 | G     | Brambilla  |  |  |  |  |  |  |  |  |  |  |  |  |     | Rit | NQ  | 0     | 18º  |

| Anno | Team                     | Motore                  | Gomme | Piloti     |     |     |     |     |     |     |     |     |   |     |     |     |     |     | Punti | Pos. |
| ---- | ------------------------ | ----------------------- | ----- | ---------- | --- | --- | --- | --- | --- | --- | --- | --- | - | --- | --- | --- | --- | --- | ----- | ---- |
| 1980 | Marlboro Team Alfa Romeo | Alfa Romeo 1260 3.0 V12 | G     | Depailler  | Rit | Rit | NC  | Rit | Rit | Rit | Rit | Rit |   |     |     |     |     |     | 4     | 11º  |
| 1980 | Marlboro Team Alfa Romeo | Alfa Romeo 1260 3.0 V12 | G     | Brambilla  |     |     |     |     |     |     |     |     |   |     | Rit | Rit |     |     | 4     | 11º  |
| 1980 | Marlboro Team Alfa Romeo | Alfa Romeo 1260 3.0 V12 | G     | De Cesaris |     |     |     |     |     |     |     |     |   |     |     |     | Rit | Rit | 4     | 11º  |
| 1980 | Marlboro Team Alfa Romeo | Alfa Romeo 1260 3.0 V12 | G     | Giacomelli | 5   | 13  | Rit | Rit | Rit | Rit | Rit | Rit | 5 | Rit | Rit | Rit | Rit | Rit | 4     | 11º  |

| Anno | Team                     | Motore                  | Gomme | Piloti     |     |     |    |     |    |     |    |    |     |    |     |     |     |   |     | Punti | Pos. |
| ---- | ------------------------ | ----------------------- | ----- | ---------- | --- | --- | -- | --- | -- | --- | -- | -- | --- | -- | --- | --- | --- | - | --- | ----- | ---- |
| 1981 | Marlboro Team Alfa Romeo | Alfa Romeo 1260 3.0 V12 | M     | Andretti   | 4   | Rit | 8  | Rit | 10 | Rit | 8  | 8  | Rit | 9  | Rit | Rit | Rit | 7 | Rit | 10    | 9º   |
| 1981 | Marlboro Team Alfa Romeo | Alfa Romeo 1260 3.0 V12 | M     | Giacomelli | Rit | NC  | 10 | Rit | 9  | Rit | 10 | 15 | Rit | 15 | Rit | Rit | 8   | 4 | 3   | 10    | 9º   |

| Anno | Team                     | Motore                  | Gomme | Piloti     |    |  |  |  |  |  |  |  |  |  |  |  |  |  |  |  | Punti | Pos. |
| ---- | ------------------------ | ----------------------- | ----- | ---------- | -- |  |  |  |  |  |  |  |  |  |  |  |  |  |  |  | ----- | ---- |
| 1982 | Marlboro Team Alfa Romeo | Alfa Romeo 1260 3.0 V12 | M     | De Cesaris | 13 |  |  |  |  |  |  |  |  |  |  |  |  |  |  |  | 7     | 10º  |
| 1982 | Marlboro Team Alfa Romeo | Alfa Romeo 1260 3.0 V12 | M     | Giacomelli | 11 |  |  |  |  |  |  |  |  |  |  |  |  |  |  |  | 7     | 10º  |

| Legenda | 1º posto     | 2º posto | 3º posto    | A punti         | Senza punti/Non class.  | Grassetto – Pole position Corsivo – Giro più veloce |
| Legenda | Squalificato | Ritirato | Non partito | Non qualificato | Solo prove/Terzo pilota | Grassetto – Pole position Corsivo – Giro più veloce |